# Mapfre
Mapfre (acronyme de Mutua de la Agrupación de Propietarios de Fincas Rústicas de España) est une  entreprise d'assurance espagnole cotée à l'Ibex 35 contrôlée par la fondation du même nom, no 1 du marché de l'assurance espagnol.

## Historique
En 1993, Mapfre démarre ses activités aux États-Unis.
En 2006, le statut de mutuelle a été abandonné au profit de celui de société anonyme.
En 2007 Mapfre acquiert pour 2,2 milliard de dollars, Commerce Insurance Group, une entreprise d'assurance américaine spécialisée sur l'assurance automobile.
En octobre 2010, Mapfre acquiert pour un montant inconnu, l'assureur britannique InsureandGo, puis le revend en 2021 à AllClear Travel Insurance pour un montant non-communiqué.
En janvier 2013, Mapfre et Euler Hermes lancent la joint venture Solunion pour développer leurs activités d'assurance-crédit en Amérique latine. En septembre 2014, Mapfre acquiert pour 700 millions de dollars les activités italiennes et allemandes de Direct Line, entreprise regroupant les anciennes activités d'assurance de Royal Bank of Scotland .
Mapfre fait son entrée sur le marché indonésien en 2013, pour finalement se retirer en 2022.
En octobre 2019, la filiale française de Mapfre spécialisée dans l'assistance cesse ses opérations et ferme ses bureaux à Lyon.